# Domenico Panetti

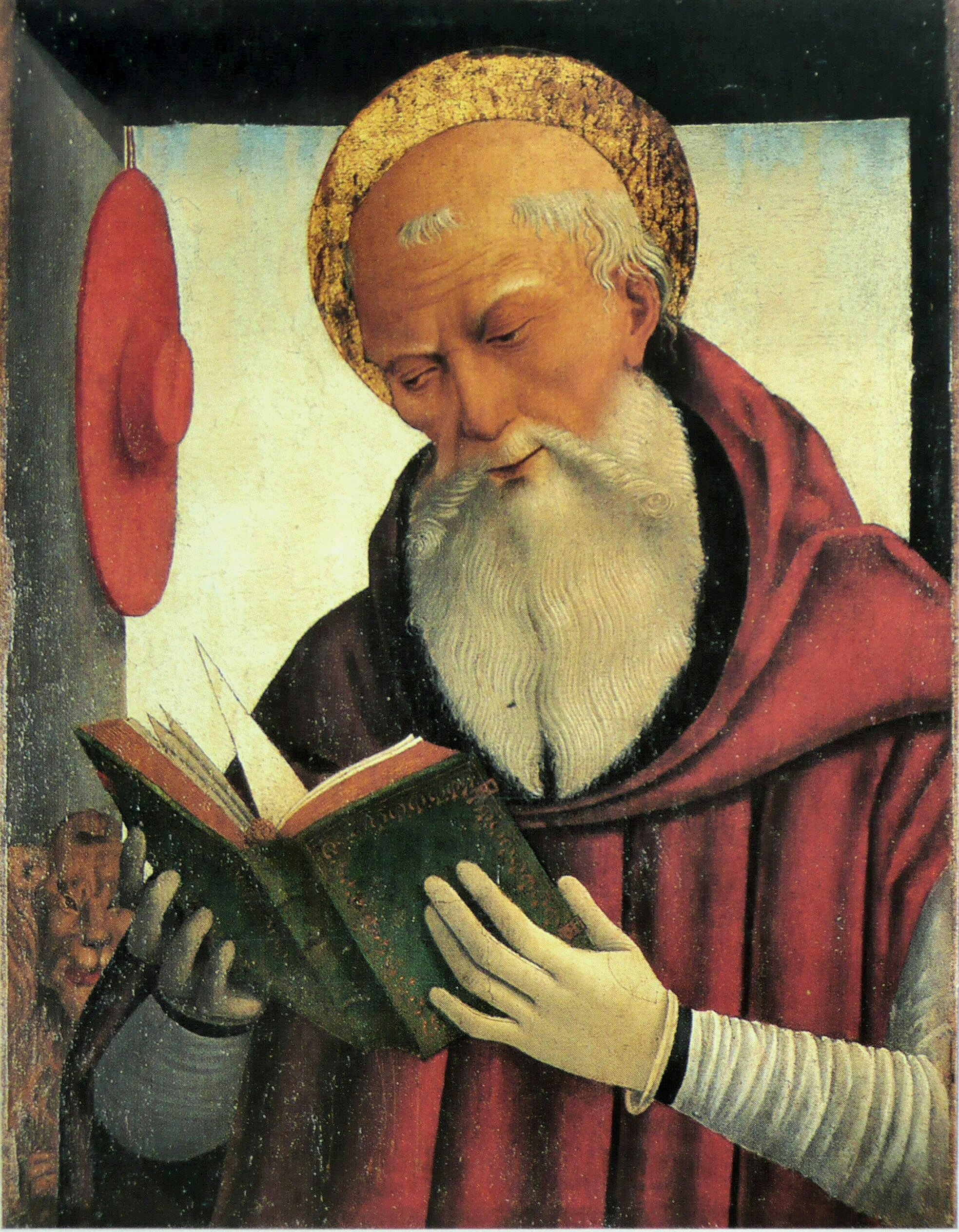
San Jerónimo, París, Museo Jacquemart-André.

Domenico Panetti (Ferrara, 1460 - 1530), pintor renacentista italiano.
Trabajó fundamentalmente en Ferrara. Artista de personalidad todavía mal conocida, nos quedan pocas obras de su mano: una Deposición para la iglesia de San Niccolo y una Visitación para la de San Francesco. Según Freedberg, Panetti se limitó a continuar con un tono mortecino el estilo iniciado por Lorenzo Costa en Ferrara.
Alumnos suyos fueron Garofalo y probablemente, Boccaccio Boccaccino.